# Pomyków (województwo świętokrzyskie)
Pomyków – wieś solecka w Polsce, położona w województwie świętokrzyskim, w powiecie koneckim, w gminie Końskie.
W skład sołectwa Pomyków wchodzi także wieś Czerwony Most.
Do 1954 roku siedziba gminy Duraczów. W latach 1975–1998 wieś położona była w województwie kieleckim.
Od XVII do pierwszej połowy XX wieku wieś wchodziała w skład klucza Koneckiego oraz dóbr Końskie Wielkie.
Przez wieś przepływa rzeczka Czysta, lewobrzeżny dopływ Młynkowskiej Rzeki.
Wieś jest siedzibą rzymskokatolickiej parafii Podwyższenia Krzyża Świętego.